# Josep Lluís Sabatés Ibáñez
Josep Lluís Sabatés Ibáñez, més conegut com a Pep Salsetes (Sant Andreu de Palomar, 30 de gener de 1945) és un cuiner, pagès, 'guardià de llavors' i escriptor de gastronomia català.
Pep Salsetes és considerat un dels referents de la cultura culinària tradicional i popular de Catalunya. Resident a l'Ametlla del Vallès, Sabatés s'ha ocupat de recuperar llavors antigues, cultivar un hort i continuar compartint els seus coneixements sobre els orígens de la cuina catalana.
Sabatés ha publicat diversos llibres, com La cuina de les quatre estacions (1991) o La cuina dels vallesans (2015), i també ha col·laborat en publicacions de temàtica gastronòmica com El Corpus de la Cuina Catalana (2023). La seva darrera publicació és el llibre De l’hort al plat, inspirat en el primer dels seus llibres, La cuina de les quatre estacions.
El programa de televisió Sense Ficció va emetre un documental sobre la seva figura i trajectòria el 25 de març de 2025.